# Gare de La Chaumusse - Fort-du-Plasne
Gare de La Chaumusse - Fort-du-Plasne vasútállomás Franciaországban, La Chaumusse településen.

## Vasútvonalak
Az állomást az alábbi vasútvonalak érintik:
- Andelot-en-Montagne–La Cluse-vasútvonal

## Kapcsolódó állomások
A vasútállomáshoz az alábbi állomások vannak a legközelebb:
- Gare de La Chaux-des-Crotenay
- Gare de Saint-Laurent-en-Grandvaux